# جان وینست
جان وینست (انگلیسی: John Vincett; ۲۴ مهٔ ۱۸۸۳ – ۲۸ دسامبر ۱۹۵۳) بازیکن کریکت، و بازیکن فوتبال اهل بریتانیا بود.
از باشگاه‌هایی که در آن بازی کرده‌است می‌توان به باشگاه فوتبال گریمزبی تاون و باشگاه فوتبال لستر سیتی اشاره کرد.